# Машоне (Кампобасо)
Машоне је насеље у Италији у округу Кампобасо, региону Молизе.
Према процени из 2011. у насељу је живело 272 становника. Насеље се налази на надморској висини од 530 м.